# Playa de Santa Pura
La playa de Santa Pura es una playa natural situada en el municipio de Lepe, en la costa occidental de la provincia de Huelva (Andalucía, España). Comprende la costa del municipio lepero desde el extremo de levante de La Antilla hasta la playa de Nueva Umbría.
Esta playa es una escisión de la playa de Nueva Umbría, realizada en 2014 por parte del Ayuntamiento de Lepe, con el objetivo de promocionar esta parte del litoral costero entre el turismo joven. 
En julio de 2019 se inauguró una fracción del arenal como "playa canina".

## Características
La playa de Santa Pura tiene 2250 metros de longitud y comprende el litoral desde el extremo oriental de La Antilla hasta 200 metros pasados la pasarela de acceso ubicada al final del Camino de Nueva Umbría, que atraviesa el Paraje Natural Marismas del Río Piedras y Flecha del Rompido desde El Terrón. Tiene una anchura media de 200 metros desde la orilla hasta la línea de dunas y está compuesta por arena fina y dorada, propia de la costa atlántica. 

### Accesos
El acceso a la playa de Santa Pura se realiza a pie. Las zonas de aparcamiento más cercanas se ubican en las calles del extremo oriental de La Antilla (cerca del chiringuito Atlántico) y en los márgenes del Camino de Nueva Umbría. El acceso en transporte público es complicado, salvo el uso del taxi.  

### Servicios
La playa dispone de pocos servicios, concentrados en las cercanías de la localidad de La Antilla. En los primeros 300 metros de playa hay servicio de socorrismo (con torre y bandera), un chiringuito con zona de mesas y escenario y un canal náutico para la práctica de deportes acuáticos. 

### Playa canina
La playa canina de Santa Pura, con una extensión de 1000 metros, comienza a 500 metros desde la ubicación del chiringuito Santa Pura y ocupa, por tanto, la parte central de la playa de Santa Pura en sí. Esta fracción de playa fue descatalogada como zona de baño, sin prohibir este uso, que queda a criterio de los usuarios. Para llegar a la playa canina de Santa Pura es necesario acceder a pie por la orilla desde La Antilla hacia el este (700 m) o desde la pasarela del Camino de Nueva Umbría hacia el oeste (300 m). 

### Nudismo
Los últimos 100 metros de la playa de Santa Pura, en su extremo occidental, se encuentran dentro de la zona declarada oficialmente como nudista por el Ayuntamiento de Lepe en 2013. No obstante, la práctica del nudismo es frecuente a ambos lados de la pasarela ubicada al final del Camino de Nueva Umbría.